# Coppa del Mondo di ginnastica ritmica 2015
Le tappe di Coppa del Mondo di ginnastica ritmica 2015 comprendono un evento di categoria A (Stoccarda) e otto eventi di categoria B. Fatta eccezione per Bucarest, che è un concorso riservato esclusivamente alle atlete individualiste, tutte le tappe sono dotate di tornei individuali e concorsi di gruppo. L'evento All-around serve anche come qualificazione per l'evento di categoria A.
Con nove tappe in Europa, le gare sono in programma il 26 - 29 marzo a Lisbona, il 3 - 5 aprile a Bucarest, il 10 – 12 aprile a Pesaro, il 22 – 24 maggio a Tashkent, il 7 – 9 agosto a Budapest, il 14 - 16 agosto a Sofia, e il 21 - 23 agosto a Kazan'. 
I punti delle quattro migliori prestazioni negli eventi di World Cup ottenuti da ogni partecipante vengono raccolti e sommati. In base al totale verranno quindi premiate per ogni categoria le atlete che avranno ottenuto più punti, durante la tappa finale di Kazan, Russia.

## Formato
| Data         | Categoria | Luogo    | Tipo                    |
| ------------ | --------- | -------- | ----------------------- |
| Marzo 26–29  | Cat. B    | Lisbona  | Individualiste & Gruppi |
| Aprile 3–5   | Cat. B    | Bucarest | Individualiste          |
| Aprile 10–12 | Cat. B    | Pesaro   | Individualiste & Gruppi |
| Maggio 22–24 | Cat. B    | Tashkent | Individualiste & Gruppi |
| Agosto 7–9   | Cat. B    | Budapest | Individualiste & Gruppi |
| Agosto 15–16 | Cat. B    | Sofia    | Individualiste & Gruppi |
| Agosto 21–23 | Cat. B    | Kazan'   | Individualiste & Gruppi |

## Vincitrici

### Concorso generale

#### Individualiste
| Competizioni | Oro                  | Argento              | Bronzo               |
| ------------ | -------------------- | -------------------- | -------------------- |
| Categoria B  |                      |                      |                      |
| Lisbona      | Aleksandra Soldatova | Margarita Mamun      | Jana Kudrjavceva     |
| Bucarest     | Jana Kudrjavceva     | Margarita Mamun      | Melitina Staniouta   |
| Pesaro       | Jana Kudrjavceva     | Margarita Mamun      | Aleksandra Soldatova |
| Tashkent     | Margarita Mamun      | Aleksandra Soldatova | Son Yeon-Jae         |
| Budapest     | Jana Kudrjavceva     | Margarita Mamun      | Melitina Staniouta   |
| Sofia        | Jana Kudrjavceva     | Margarita Mamun      | Ganna Rizatdinova    |
| Kazan'       | Margarita Mamun      | Jana Kudrjavceva     | Aleksandra Soldatova |

#### Concorso Generale Gruppi
| Competizioni | Oro     | Argento     | Bronzo      |
| ------------ | ------- | ----------- | ----------- |
| Categoria B  |         |             |             |
| Lisbona      | Italia  | Israele     | Spagna      |
| Pesaro       | Russia  | Italia      | Spagna      |
| Tashkent     | Israele | Bulgaria    | Italia      |
| Budapest     | Russia  | Israele     | Italia      |
| Sofia        | Russia  | Bulgaria    | Bielorussia |
| Kazan'       | Russia  | Bielorussia | Bulgaria    |
| Kazan'       | Russia  | Bielorussia | Israele     |

### Specialità

#### Cerchio
| Competizioni | Oro              | Argento              | Bronzo             |
| ------------ | ---------------- | -------------------- | ------------------ |
| Categoria B  |                  |                      |                    |
| Lisbona      | Margarita Mamun  | Son Yeon-Jae         | Katsiaryna Halkina |
| Bucarest     | Jana Kudrjavceva | Margarita Mamun      | Melitina Staniouta |
| Pesaro       | Margarita Mamun  | Jana Kudrjavceva     | Melitina Staniouta |
| Tashkent     | Margarita Mamun  | Aleksandra Soldatova | Son Yeon-Jae       |
| Budapest     | Jana Kudrjavceva | Margarita Mamun      | Melitina Staniouta |
| Sofia        | Jana Kudrjavceva | Margarita Mamun      | Melitina Staniouta |
| Sofia        | Jana Kudrjavceva | Margarita Mamun      | Ganna Rizatdinova  |
| Kazan'       | Margarita Mamun  | Aleksandra Soldatova | Son Yeon-Jae       |

#### Palla
| Competizioni | Oro                  | Argento              | Bronzo             |
| ------------ | -------------------- | -------------------- | ------------------ |
| Categoria B  |                      |                      |                    |
| Lisbona      | Margarita Mamun      | Aleksandra Soldatova | Marina Durunda     |
| Bucarest     | Jana Kudrjavceva     | Margarita Mamun      | Melitina Staniouta |
| Pesaro       | Aleksandra Soldatova | Melitina Staniouta   | Margarita Mamun    |
| Tashkent     | Margarita Mamun      | Aleksandra Soldatova | Katsiaryna Halkina |
| Budapest     | Jana Kudrjavceva     | Margarita Mamun      | Melitina Staniouta |
| Sofia        | Jana Kudrjavceva     | Melitina Staniouta   | Ganna Rizatdinova  |
| Kazan'       | Margarita Mamun      | Aleksandra Soldatova | Melitina Staniouta |

#### Clavette
| Competizioni | Oro                  | Argento              | Bronzo                |
| ------------ | -------------------- | -------------------- | --------------------- |
| Categoria B  |                      |                      |                       |
| Lisbona      | Aleksandra Soldatova | Jana Kudrjavceva     | Katsiaryna Halkina    |
| Bucarest     | Jana Kudrjavceva     | Aleksandra Soldatova | Kseniya Moustafaeva   |
| Pesaro       | Jana Kudrjavceva     | Margarita Mamun      | Ganna Rizatdinova     |
| Tashkent     | Margarita Mamun      | Katsiaryna Halkina   | Anastasiya Serdyukova |
| Budapest     | Margarita Mamun      | Ganna Rizatdinova    | Melitina Staniouta    |
| Sofia        | Jana Kudrjavceva     | Aleksandra Soldatova | Ganna Rizatdinova     |
| Kazan'       | Margarita Mamun      | Aleksandra Soldatova | Salome Pazhava        |

#### Nastro
| Competizioni | Oro               | Argento              | Bronzo               |
| ------------ | ----------------- | -------------------- | -------------------- |
| Categoria B  |                   |                      |                      |
| Lisbona      | Margarita Mamun   | Neta Rivkin          | Marina Durunda       |
| Bucarest     | Jana Kudrjavceva  | Aleksandra Soldatova | Melitina Staniouta   |
| Bucarest     | Jana Kudrjavceva  | Aleksandra Soldatova | Marina Durunda       |
| Pesaro       | Jana Kudrjavceva  | Ganna Rizatdinova    | Melitina Staniouta   |
| Pesaro       | Jana Kudrjavceva  | Ganna Rizatdinova    | Aleksandra Soldatova |
| Tashkent     | Margarita Mamun   | Aleksandra Soldatova | Katsiaryna Halkina   |
| Budapest     | Ganna Rizatdinova | Margarita Mamun      | Katsiaryna Halkina   |
| Sofia        | Jana Kudrjavceva  | Margarita Mamun      | Ganna Rizatdinova    |
| Kazan'       | Margarita Mamun   | Aleksandra Soldatova | Melitina Staniouta   |

#### 5 Nastri
| Competizioni | Oro     | Argento     | Bronzo      |
| ------------ | ------- | ----------- | ----------- |
| Categoria B  |         |             |             |
| Lisbona      | Russia  | Israele     | Giappone    |
| Pesaro       | Israele | Ucraina     | Bulgaria    |
| Tashkent     | Israele | Bulgaria    | Bielorussia |
| Budapest     | Russia  | Bielorussia | Israele     |
| Sofia        | Russia  | Bulgaria    | Israele     |
| Kazan'       | Russia  | Bulgaria    | Giappone    |
| Kazan'       | Russia  | Bulgaria    | Bielorussia |

#### 2 Cerchi e 6 Clavette
| Competizioni | Oro      | Argento     | Bronzo       |
| ------------ | -------- | ----------- | ------------ |
| Categoria B  |          |             |              |
| Lisbona      | Italia   | Bulgaria    | Israele      |
| Pesaro       | Italia   | Bielorussia | Israele      |
| Tashkent     | Bulgaria | Spagna      | Bielorussia  |
| Tashkent     | Bulgaria | Spagna      | Italia       |
| Budapest     | Italia   | Bielorussia | Israele      |
| Sofia        | Russia   | Israele     | None awarded |
| Sofia        | Russia   | Bulgaria    | None awarded |
| Kazan'       | Russia   | Bielorussia | Bulgaria     |